# Nataša Pirc Musar
Nataša Pirc Musar (Ljubljana, 9. svibnja 1968.) slovenska je odvjetnica i političarka. Od 23. prosinca 2022. predsjednica je Republike Slovenije. Bivša je povjerenica za informiranje (2004. – 2014.), novinarka i bivša predsjednica Crvenog križa Slovenije (2015. – 2016.).
Pirc Musar najpoznatija je po svojim presudama i knjigama o slobodi informiranja, pravnom mišljenju i pravnim slučajevima visokog profila u kojima je zastupala Melaniju Trump (suprugu bivšeg predsjednika SAD-a Donalda Trumpa).

## Rani život i obrazovanje
Pirc Musar studirala je pravo na Sveučilištu u Ljubljani od 1992. godine. Pravosudni ispit položila je 1997. godine, a onda se zaposlila na državnoj Televiziji Slovenije, gdje je šest godina radila kao novinarka i voditeljica središnje informativne emisije. Zatim je pet godina bila voditeljica središnje informativne emisije 24H na komercijalnoj televiziji POP TV.  
Pirc Musar se usavršavala na CNN-u u Atlanti. Zatim je nastavila studij na Sveučilištu Salford u Engleskoj, tijekom kojeg je stažirala na BBC-u, Granada TV-u, Sky Newsu, Reuters TV-u i Border TV-u. Godine 2015. stekla je doktorat na Pravnom fakultetu Sveučilišta u Beču s disertacijom o pravednoj ravnoteži između prava na privatnost i slobode informacija.

## Odvjetnička karijera
U travnju 2003. pridružila se Vrhovnom sudu Slovenije kao ravnateljica Centra za obrazovanje i informiranje. Od 2004. do 2014. bila je povjerenica za pristup informacijama. Od ožujka 2011. bila je potpredsjednica Zajedničkog nadzornog tijela za Europol, a od 2012. do kraja mandata povjerenice za informiranje bila je predsjednica ovog tijela Europske unije. Nakon isteka mandata povjerenice za informiranje osnovala je vlastiti odvjetnički ured. Odvjetnica Rosana Lemut Strle postala joj je partnerica u odvjetničkom uredu 2016. godine, a Odvjetničko društvo sada nosi naziv Pirc Musar & Partners. Između ostalog poznata je i po tome što je zastupala Melaniju Trump. U vrlo publiciranim slučajevima zastupala je razne političare, među ostalima i veleposlanika u Sjedinjenim Državama Stanislava Vidoviča.   
Između 2010. i 2021. Nataša Pirc Musar više je puta bila izabrana za jednu od najutjecajnijih odvjetnika u Sloveniji. Suosnivačica je udruge OnaVe za povezivanje stručnjaka i promicanje znanja. Od 2015. do 2016. bila je predsjednica Crvenog križa Slovenije.  
Autorica je najmanje šest knjiga o slobodi informiranja i privatnosti na slovenskom, engleskom i hrvatskom jeziku.

## Politička karijera
Dana 23. lipnja 2022. najavila je svoju kandidaturu za predsjednicu Slovenije na slovenskim predsjedničkim izborima zakazanim za 23. listopada 2022., kao nezavisna kandidatkinja. Podržali su je bivši predsjednici Slovenije Milan Kučan i Danilo Türk. Pirc Musar nije bila članica političke stranke, niti planira to postati. Dok je branila svoju kandidaturu kao nezavisna kandidatkinja, podržale su je i stranke kao što su Piratska stranka i Stranka mladih – Europski zeleni.  
Njezina kandidatura izazvala je brojne medijske spekulacije o vezi s Martom Kos, potpredsjednicom vladajuće stranke Pokret za slobodu, koja je nešto poslije najavila svoju kandidaturu za mjesto predsjednice zemlje. Pirc Musar i Kos tvrdile su da su prijateljice, no prema medijskim izvješćima prestale su međusobno komunicirati. U rujnu 2022. Kos je povukla svoju kandidaturu, što je dovelo do skoka podrške Pirc Musar, koja je već bila vodeća. U prvom krugu predsjedničkih izbora održanom 23. listopada 2022. završila je na drugom mjestu sa osvojenih 26 posto glasova. U drugom krugu predsjedničkih izbora održanom 13. studenoga 2022. pobjedila je svog protukandidata Anžu Logara s osvojenih 54% glasova i tako postala prva žena na funkciji predsjednika u povijesti Slovenije.
Prvi službeni posjet održala je u Hrvatskoj, 1. veljače 2023., kada se sastala sa predsjednikom Zoranom Milanovićem.